# Débriefing

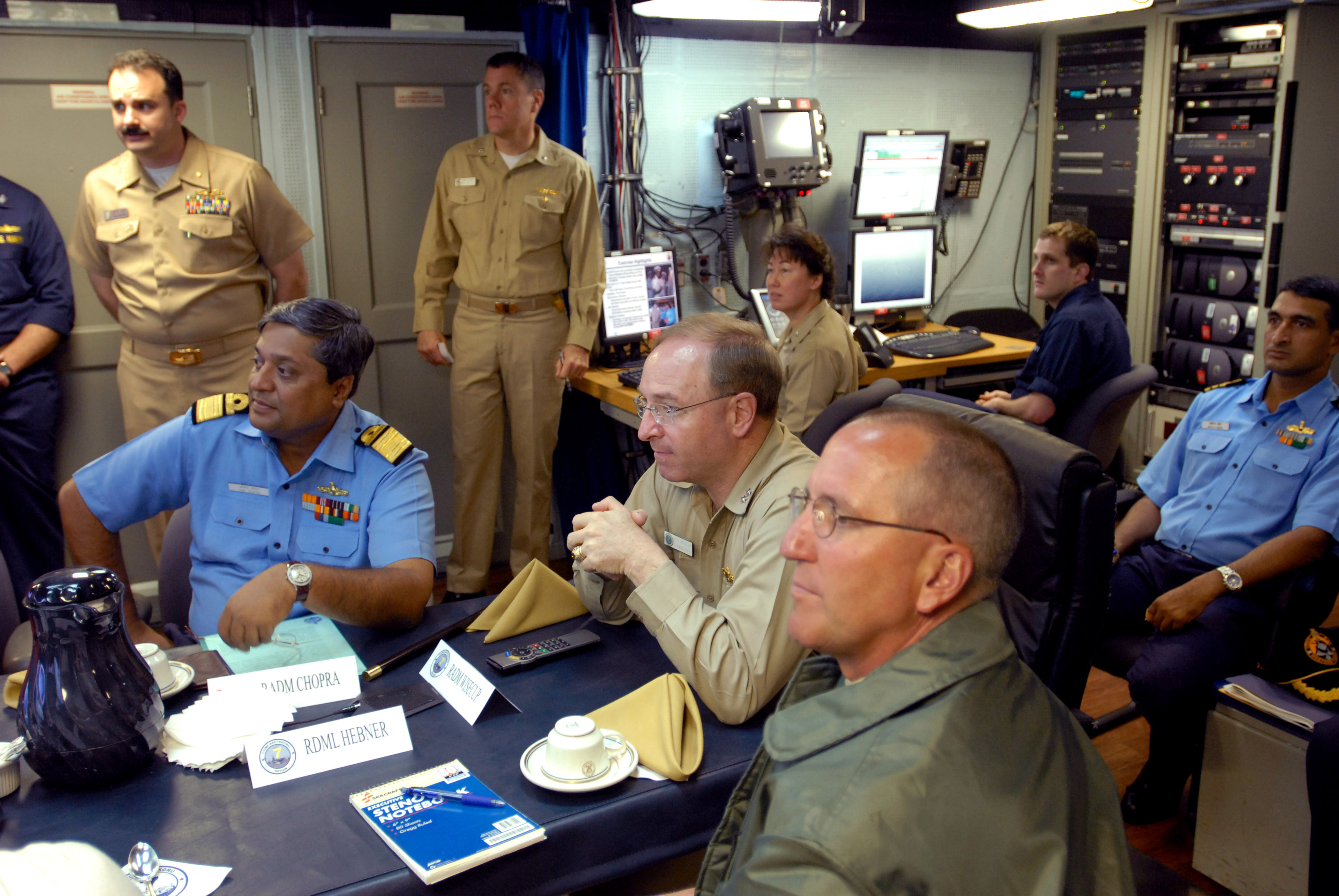
Débriefing à bord de l'.

Le débriefing (de l'anglais debriefing), réunion-bilan, séance d'évaluation ou plus rarement débreffage désigne une évaluation post-événementielle, dans le cadre d'une équipe ayant pris part à l'événement.
En psychologie, il s'agit d'un bilan psychologique d'événement, voir l'article Débriefing (psychologie). Ce cas est exclu du présent article.

## Intérêt
La réunion-bilan est un élément classique dans la gestion d'un projet. Elle permet de faire le bilan des choses qui se sont bien déroulées, des échecs, et permet d'améliorer le mode opératoire, de « rectifier le tir ». Elle permet aussi de prévoir les actions correctrices, pour réparer les erreurs faites durant l'événement.
Le fait de faire cette post-évaluation à chaud, c'est-à-dire immédiatement après, voire sur les lieux-mêmes de l'événement, présente plusieurs intérêts :
- Les faits sont encore présents, les personnes ont encore en tête les motifs de leurs actions ;
- Les personnes sont encore « dans le feu de l'action » et peuvent être moins susceptibles de se censurer ;
- Les éléments sont collectés dans un délai court, ce qui permet une rétroaction rapide ;
- Le fait de s'exprimer peut permettre de faire baisser la pression, le stress accumulé.

Les inconvénients sont :
- L'absence de recul ;
- L'environnement n'est pas totalement maîtrisé, il n'est pas forcément propice à l'expression (par exemple bruit ambiant) et peut poser des problèmes de discrétion ;
- Parfois il y a même absence de résultats nécessaires et suffisants pour tirer des conclusions.